# Славштица
Славштица (болг. Славщица) — село в Болгарии. Находится в Ловечской области, входит в общину Угырчин. Население составляет 117 человек.

## Политическая ситуация
Славштица подчиняется непосредственно общине и не имеет своего кмета.
Кмет (мэр) общины Угырчин — Валентин Стайков Вылчев (независимый) по результатам выборов в правление общины.